# Le Roman de Janette
Pour plus de détails, voir Fiche technique et Distribution.
Le Roman de Janette (titre original : The Ragged Heiress) est un film américain cinéma muet réalisé par Harry Beaumont, sorti en 1922.

## Fiche technique
- Titre original : The Ragged Heiress
- Réalisation : Harry Beaumont
- Scénario : Jules Furthman
- Photographie : Lucien Andriot
- Société de production : Fox Film Corporation
- Pays d’origine :  États-Unis
- Format : noir et blanc — 35 mm — 1,33:1 — Film muet
- Genre : Drame
- Durée : 50 minutes
- Date de sortie :
  - États-Unis : 19 mars 1922

## Distribution
- Shirley Mason : Lucia Moreton
- John Harron : Glen Wharton
- Edwin Stevens : Sam Moreton
- Cecil Van Auker : James Moreton
- Claire McDowell : Sylvia Moreton
- Aggie Herring : Nora Burke
- Eileen O'Malley : Lucia à 3 ans